# Crollo della borsa di Parigi del 1882
Il crollo della borsa di Parigi del 1882 fu un crollo del mercato azionario in Francia e fu la peggiore crisi dell'economia francese nel diciannovesimo secolo. L'incidente è stato innescato dal crollo dell'Union générale in gennaio. Circa un quarto degli intermediari della borsa era sull'orlo del collasso. La chiusura dello scambio fu impedita da un prestito della Banque de France che consentì di avere la liquidità sufficiente a sostenere il regolamento.

## Cause
Il prezzo delle azioni dell'Union Générale passò da 500 franchi per azione nel 1879 a oltre 3.000 franchi al suo apice. Gli investitori hanno assistito al boom del mercato dei nuovi titoli e si sono lanciati nel mercato a termine. Gli speculatori hanno anche stampato denaro falso; hanno rinnovato i loro contratti a termine nella speranza di un continuo aumento dei prezzi.
Con la crescita del mercato, è cresciuta anche la domanda di contanti e i tassi di interesse hanno iniziato a salire al punto in cui i prestatori hanno iniziato a chiedere un premio. Questa situazione prediceva che si sarebbe verificato un crollo quando gli investitori avrebbero rimborsato i loro prestiti, non volendo pagare questo premio o incorrere nel rifinanziare debiti a tassi di interesse elevati. Ciò potrebbe significare che la banca perderebbe la sua principale fonte di reddito, con la conseguente sopravvalutazione delle azioni e calo del prezzo delle azioni. Questi eventi sono molto simili agli eventi che hanno portato al crollo del mercato azionario americano del 1929. Quando ciò accadde, il prezzo dell'Union Générale iniziò a deteriorarsi. La banca non riuscì a ripagare i debiti e ad onorare i conti dei suoi clienti, dunque falsificò i rapporti pubblici, per evitare il crollo completo del suo valore e della sua solvibilità. Tra il 5 gennaio 1882 e il 14 gennaio 1882 il prezzo in contanti di un'azione era sceso da 3.040 a 800 franchi.

## Decorso
Il crollo del 1882 portò a una recessione che è durata fino alla fine del decennio. Immediatamente dopo il crollo, il fondatore della banca, Paul Eugène Bontoux, attribuì la sua caduta agli obiettivi cospirativi delle banche ebree-tedesche e dei massoni, intenti a distruggere le banche che sostenevano i programmi politici cattolici e conservatori.
Ora è generalmente accettato che non vi fosse alcuna cospirazione per distruggere la banca, ma non è chiaro perché il crollo della banca sia stato così devastante.
Durante il crollo del 1882, 14 dei 60 agenti di borsa sembravano essere in imminente pericolo di fallimento e sette erano completamente in bancarotta. Il famoso pittore Paul Gauguin aveva lavorato come agente di borsa fino al crollo; in seguito decise di dedicarsi a tempo pieno alla pittura.

## Nella cultura di massa
La crisi del 1882 ispirò il romanzo Il denaro (L'Argent) di Émile Zola.